# Scunthorpe
Scunthorpe è una città della contea del Lincolnshire, in Inghilterra. È un importante centro industriale, siderurgico in particolare, sede della più grande acciaieria del Regno Unito. Con i suoi 82 334 abitanti è il terzo centro abitato più grande del Lincolnshire dopo Lincoln e Grimsby.

## Geografia
Scunthorpe è situata nel nord del Lincolnshire, ad 8 km a sud dell'estuario dell'Humber e 40 km a nord di Lincoln.

## Origini del nome
Scunthorpe appare menzionata per la prima volta nel Domesday Book come Escumetorp, che in antico norvegese significa Casa di Skuma.

## Storia

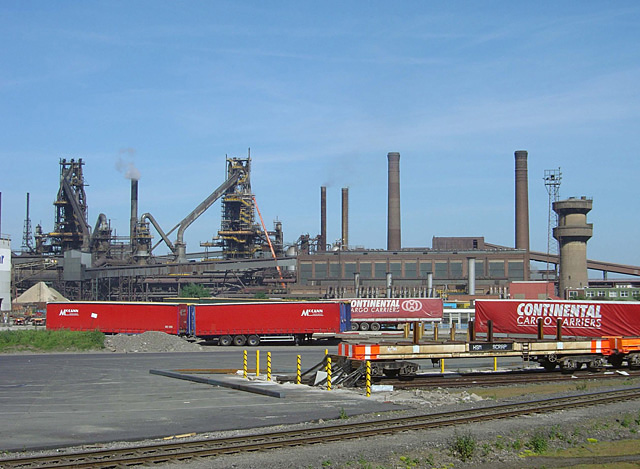
Panorama delle acciaierie.

La presenza di miniere nella zona è accertata fin dall'epoca romana, ma è con l'arrivo nel 1859 dell'industriale Rowland Winn che la siderurgia divenne la prima voce dell'economia cittadina. Winn, il cui padre era originario dell'area dove oggi sorge Scunthorpe, scoprì vasti giacimenti di ematite. Poco dopo sorsero nella zona grandi acciaierie; di conseguenza le aree circostanti vennero urbanizzate assorbendo in un unico tessuto urbano i villaggi di Scunthorpe, Bottesford, Frodingham, Crosby, Brumby ed Ashby. Per favorire l'arrivo di nuove compagnie minerarie, Winn si adoperò affinché Scunthorpe fosse collegata alla rete ferroviaria inglese, fu così costruita una nuova linea, passante per le miniere, che collegava Keadby a Barnetby. Dopo l'apertura nel 1862 delle acciaierie Trent, iniziarono ad operare anche la Frodingham nel 1864, la North Lincoln due anni più tardi, la Redbourn Hill Iron & Coal Company nel 1872; la Appleby nel 1876 e nel 1911 la John Lysaght's Iron and Steelworks.
Nel 1974 alcuni edifici della città vennero danneggiati dal disastro di Flixborough. Nel 2008 Scunthorpe venne interessata dal più grande terremoto mai registrato in Gran Bretagna.

## Monumenti e luoghi d'interesse
- Chiesa di San Giovanni Evangelista, costruita da Winn nel 1891.
- Chiesa di San Lorenzo

## Cultura

### Istruzione

#### Musei
- Museo del North Lincolnshire

### Teatri
- Plowright Theatre

## Infrastrutture e trasporti

### Strade
La principale via d'accesso a Scunthorpe è l'autostrada M180. Il raccordo autostradale M181 unisce il centro della città all'M180.

### Ferrovie
Scunthorpe è servita da una stazione sulla ferrovia South TransPennine, una linea che unisce l'aeroporto di Manchester con Cleethorpes, sobborgo della città portuale di Grimsby.

## Amministrazione

### Gemellaggi
- Clamart
- Lüneburg
- Ostrowiec Świętokrzyski

## Sport
La squadra di calcio cittadina è lo Scunthorpe United Football Club, gioca le sue partite interne al Glanford Park.